# Шервашидзе, Вера Вахтанговна
Вера Вахтанговна Шервашидзе (27 сентября 1953 — 19 сентября 2021) — российский литературовед, специалист по зарубежной литературе. Доктор филологических наук.

## Биография
Выпускница факультета романо-германской филологии Тбилисского университета по специальности «Филолог, преподаватель французского языка и литературы». Окончила аспирантуру при кафедре зарубежной литературы филологического факультета МГУ. В 1975 г. присвоена степень кандидата филологических наук, в 1989 г. — учёная степень доктора филологических наук; в 1990 г. — звание профессора. С 1982 г. по 1992 г. заведовала кафедрой зарубежной литературы Абхазского госуниверситета. С 1994 г. — профессор кафедры русской и зарубежной литературы РУДН.

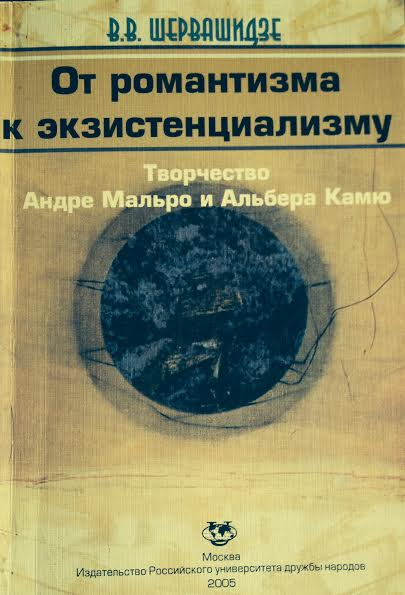

Автор монографий: «Романы А. Мальро», «От романтизма к экзистенциализму», «А. Камю. Путь к роману „Посторонний“», а также многочисленных статей и учебных пособий по французской и европейской литературам. Читала курсы по зарубежной литературе XIX и XX вв., разработала 3 новых спецкурса — «Постмодернизм в зарубежной литературе», «Зарубежная литература 2 пол. XX в.», «Французская литература рубежа XX—XXI вв.». В соответствии с новыми требованиями разработала новые программы и новый лекционный курс для магистратуры — «Филология в системе современных научных познаний».
В результате научно-исследовательской работы профессора В. В. Шервашидзе впервые введены в контекст отечественной науки ключевые имена и явления французской литературы рубежа XX—XXI в.в. — творчество А. Володина, П. Киньяра, Ж. Эшноза, Ж.-Ф. Туссена, Ж. Руо, Ж. Перека. Принимала участие в межвузовских и международных конференциях, а также в телевизионной просветительской программе «Игра в бисер». Член диссертационного совета по специальности «Романские языки» 10.02.05. Сотрудничала с издательством Ладомир-Наука, вела подготовку фундаментального комментированного издания трилогии М. Барреса «Культ „Я“» в серии «Литературные памятники».
Умерла 19 сентября 2021 года от COVID-19.

## Научные работы

### Статьи
- 1.Художественный синтез и новаторство в раннем творчестве А.Мальро// Вопросы филологии. — 2002. — № 1. — С. 51-58. 
2.Эстетизм О. Уйалда и его роман «Портрет Дориана Грея»// Вестник РУДН. Серия «Литературоведение. Журналистика». — 2002. — № 6. — С. 58-63. 
3. Французский символизм и авангард// Вопросы филологии. — 2003. — № 1. — С. 48-61. 
4. От «магического идеализма» Новалиса к «магической действительности» Г.Гессе// Вестник Харьковского Национального Университета, № 607. — 2004. — С. 30-34. 
5. Проект «антисудьбы» в позднем творчестве А.Мальро// «Литература XX века. Итоги и перспективы изучения. Вторые Андреевские чтения». — М., 2004. — С. 127—133. 
6. От романтизма к экзистенциализму (роман А.Камю «Счастливая смерть»)// Вопросы филологии. — 2004. — № 2. — С. 50-58. 
7. Традиция романтизма и мир «farfelu» в романтических произведениях А.Мальро// Мир романтизма. — Тверь: Изд-во Тверского государственного университета, 2004. — С. 136—140. 
8. «Диалектика» парадокса в философско-лирических эссе А.Камю «Бракосочетания»// Вопросы филологии. — 2005. — № 1. — С. 57-64. 
9. От авангарда к постмодернизму// Вопросы филологии. — 2005. — № 1. 
10. Метаморфозы романтизма в XX веке// Вестник университета Российской академии образования. — 2005. — № 3. — С. 21-26. 
11. Основные тенденции и перспективы развития французской литературы рубежа XX—XXI в.в.// Материалы Международной конференции «Язык и культура». — М., 2005. — С. 196—197. 
12. Ж. Эшноз и «приключения письма»// Материалы международной конференции «IV Андреевские чтения». — М.: Эконом-Информ, 2006. — С. 65-71. 
13. Les mondes paralleles d’A.Volodine// Revue des lettres modernes. — 2006. — № 1. — Paris. — Р. 83-91. 
14. Практика текста и проблема ренарративизации во французском романе// Вопросы филологии. — 2007. — № 1. — С. 85-90. 
15. Тенденции и перспективы развития французского романа // Вопросы литературы, № 2. — С. 72-103. 
16. Пост-экзотизм Антуана Володина// Материалы «Пятых Андреевских чтений». — М.: Экон-Информ, 2007. — С. 367—374. 
17. Стихия банальности в романах Ж-Ф Туссена// Материалы «Пятых Андреевских чтений». — М.: Экон-Информ, 2007. — С. 274—284. 
18. От экзистенциализма к театру абсурда// Материалы 4-й международная конференция «Язык культура общество». — М., 2007. — С. 372—373. 
19. Советы-заветы сюрреализма// Вопросы литературы. — 2009. — № 4. — С. 449—460. 
20. Романы — лабиринты Итало Кальвина// Материалы 4 международной конференции, посвященной 50- летию РУДН «Личность в межкультурном пространстве». — М.: РУДН, 2009. — С. 475—481. 
21. «Былые времена» или «пятое время года» в произведениях П.Киньяра// Материалы девятых Андреевских чтений. — М.: Экон-Информ, 2010. — С. 304—310. 
22. «Человек играющий» в романах Ж.-Ф.Туссена// Сборник материалов I Международной научно-практической конференции «Наука и современность — 2010», ч.1. — Новосибирск: ЦНРС, 2010. — С. 170—175. 
23. А. Камю. «Ренегат или помутившийся разум»// Сборник научных статей к юбилею А. С. Карпова «Мир литературы». — М.: РУДН, 2010. — С. 282—286. 
24. Непостижимость реальности в новом романе и театре абсурда// Вопросы филологии. — 2010. — № 1(34). — С. 97-102. 
25. Le Mythe de Napoleon dans la conscience culturelel du XIX s.// Les Guerres Napoleoniennes sur les cartes mentales de lEurope. La conference internationale Moscou-France. — М.: Ключ, 2011. — С. 53-56. 
26. Метаморфозы романтизма в последнем романе А.Мальро «Орешники Альтенбурга»// Сборник научных статей: «Мир романтизма», т. 16 (40). — Тверь: Тверской университет, 2011. — С. 196—202. 
27. Миф о Наполеоне в художественном сознании XIX века// Сборник научных статей: Наполеоновские войны на ментальных картах Европы: историческое сознание и литературные мифы. — М.: РГГУ, 2011. — С. 111—114. 
28. Новый миф «трагического гуманизма» и эстетика синестезии в романах А.Мальро// Материалы 6 международной научно-практической конференции: «Личность в межкультурном пространстве». — М.: РУДН, 2011. — С.88-97. 
29. Семиотический роман У.Эко «Имя розы»// Материалы III Новиковских чтений. — М.: РУДН, 2011. — С. 216—222. 
30. Феномен П. Киньяра// Вопросы литературы. — 2011. — № 4. — С. 314—340. 
31. Шервашидзе В. В., Жерар Сиари. Философия музыки Киньяра// Материалы международной научной конференции «Девятые Андреевские чтения. Литература XX века: итоги и перспективы изучения». — М.: МГУ, 2011. — С. 358—365. 
32. Шервашидзе В. В., Сиари Ж. Альтернативная версия музыки в эссе П.Киньяра «Урок музыки», «Ненависть к музыке»// Вестник РУДН. Серия «Литературоведение. Журналистика». — 2011. — № 1. — С. 52-59. 
33. How Epic Poetry was tempered in Socialist Realism. Socialist Realism as a model and foil to Epic Poetry in the works of Anna Akhmatova, Nazim Hikmet and Pablo Neruda. Глава в коллективной монографии: The Epic Exands , Edition scientifiques europeennes, P.I.E. Peter Yang S.A. — Bruxelles, 2012. — С. 133—139. 
34. Маргинальный мир отверженных в романе А.Володина// Романский коллегиум: Междисциплинарный сборник. Выпуск 5.- СПб, 2012. — С. 133—139. 
35. Поэтика М.Барреса // Материалы Х Андрееских чтений. — М., 2012. — С. 240—247. 
36. Этика вседозволенности в произведениях А.Жида// Сборник научной конференции «Личность в межкультурном пространстве». Т II. — М.: РУДН, 2012. — С. 303—307. 
37. Шервашидзе В. В., Сиари Ж. Образ Наполеона во Франции// Сборник научных статей «Слово ру». — Калининград, 2012. — С. 50-59. 
38. Поэтика «следа» в романе Ж.Руо «Поля чести»// Вопросы литературы. — 2013. — № 6. — С. 274—294. 
39. Репрезентация насилия в «постапокалиптическом» мире А. Володина// Сборник статей межвузовской конференции «Основные тенденции в мировой литературе XX века». — М.: РГГУ, 2013. — С. 61-68. 
40. Утопия «тысячелетнего царства» в романе Р. Музиля «Человек без свойств»// Вестник РУДН. Серия «Литературоведение». — 2013. — № 1. — С. 83-88.
- Эстетика парадокса в театре абсурда// Вестник РУДН, Серия: семантика, семиотика. — 2013. — № 3. — С. 5-9.
- Эстетика анаморфоза во французском романе: «Поля чести» Ж. Руо// Материалы 11-х Андреевских чтений. — М.: Экон-Информ, 2013. — С. 326—335.
- «Галлюцинаторные кошмары XX века, управляемые юмором катастроф и лагерей» в романах А. Володина. Вестник МГУ, серия 9, Филология. № 3, 2014 г. — С. 66-74.
- Игровая поэтика Б.Виана в романе «Пена дней». Вестник РУДН, серия теория языка. Семиотика. Семантика, № 4, 2014 г. — С. 50-56.
- Липограмматический роман Ж.Перека. Вестник УРАО, № 2, 2014 г. — С. 69-75.
- Перек или «Отпечаток отсутствующего». Вопросы литературы, № 1, 2015 г. — С. 330—354.
- От культа «Я» к культу предков. Трилогия М.Барреса "Культ «Я». Studia Literarum, T. 1 — 2, 2016 г. — С. 129—139.
- Сияние идеи С.Малларме. Мир романтизма, № 18 (42), 2016 г. — С. 156—162.
- От постмодернизма к символистской эстетике: «Цветы зла» Ш.Бодлера. Вестник РУДН. Серия «Теория языка. Семиотика. Семантика», № 4. — С.181-186.
- Драма литературного сознания: от романтизма к постмодернизму // Литература и идеология М.: ООО «МАКС пресс», МГУ, Научная серия, 2016 г. — С. 365—373.
- Луи-Фердинанд Селин или магия слова. М.: Новый филологический вестник РГГУ; Web of Science (ESCI), ERIH PLUS, 2017 г. — С. 243—250.
- Поэтика сказки А. де Сент-Экзюпери «Маленький принц» М.: Вопросы филологии, № 2, 2017 г. — С. 125—132.
- Диалог слова и музыки в романе Т. Манна «Доктор Фаустус». Вопросы филологии, № 1, 2017 г. — С. 135—142.
- Типология игрового пространства в произведениях Г. Гессе и Новалиса. Тверь, ТГУ, Мир романтизма, 2017 г. — С. 42-48.
- Воображаемое и пережитое в романах Р. Гари. Вопросы литературы. №4, 2018 г. - С. 264-281.
- О монографии Балашовой Т.В. «Монологическое повествование от М. Пруста к новому роману». Вестник Нижегородского лингвистического университета. Вып. 41, 2018 г. - С. 232-237.
- Диалог культурных эпох в романе М. Кундеры «Бессмертие». Вопросы филологии, №3-4. – М, 2019 г. - С. 98-103.
- Поэтика патафизики Альфреда Жарри. Новый филологический вестник РГГУ, № 2, 2019 г. - С. 301-209.
- Космизм П. Клоделя и эготизм М. Барреса. Studia Litterarum. – Т.4. - №2  , ИМЛи РАН, 2019 г. - С. 144-162.
- О книге Чекалова К.А."Популярно о популярной литературе. Книжный разворот. Вопросы литературы, №2, 2020 г. - С. 282-286.
- Орфические свойства музыки в произведениях П. Киньяра. Лики XX века. Литература и искусство. – Вып. 6. – М.: МГУ, 2020. - С. 40-50.

### Научно-методические работы
1. Зарубежная литература XX в. Учеб. пособие с грифом. — М, 2002, РУДН. — 177с.
2. Западноевропейская литература XX века: Учеб. Пособие. — М.:РУДН, 2009. — 266 с.
3. Западноевропейская литература XX века: Учебное пособие. — М.: Флинта-Наука, 2010. — 266 с.
4. Французский роман XX века или диалог с существованием. Учебник. Изд-во Флинта, Наука, 2017 г. — С. 1-140.

### Монографии
1. Романы Андре Мальро: Монография. — Тбилиси: Изд-во Тбилисского университета, 1986. — 180 с.
2. А. Камю. Путь к роману «Посторонний»: Монография. — Сухуми, 1987. — 210 с.
3. От романтизма к экзистенциализму (творчество А. Мальро и А. Камю): Монография. — М.: РУДН, 2005. — 156 с.
4. Реальность и время во французской литературе: от декаданса к современности. М.: РУДН, 2015 г. — 348 с.
5. Столетие французской литературы: кануны и рубежи. М.: Изд. Флинта, 2015 г., с. 1 — 385.
6. Vera Chervachidze et Gerard Siary. Mythes et Heros guerriers du Japon. Leipziger Universsitatverlag, 2016 г. — С. 61 — 67.

### Переводы
- Сан-Антонио. Княжеские трапезы. — М., 1995. — 395 с.